# 週番
週番（しゅうばん）は、1週間ごとに交代する勤務である。

## 大日本帝国陸軍
以下、大日本帝国陸軍における週番について述べる。
週番勤務は週番司令、週番副官、週番士官、週番下士、週番上等兵および厩週番上等兵に分かれ、日直看護長（看護卒）、週番看護卒、不寝番および厩当番はこれに準じる。
これら週番諸官は週番勤務者を指揮し、軍紀風紀の維持、諸法則の実施、を警視し、もって管内の取締に任じ、かつ管内（部隊に属する兵営付近の建造物および諸物件を含む）における火災、盗難の予防および消防の責に任じるものとされた。
週番勤務は通常土曜日正午から始まり、翌週土曜日正午に終る。週番諸官は営内に宿直し、定位にあることを要する。
週番勤務者の資格は、
週番司令は中隊数2以上の部隊に置き、中隊長（中隊長職務心得の中尉を含む）および聯、大隊付大尉（大尉職務心得の中尉を含む）を通じて1名、
週番副官は上述と同様の部隊に置き、中隊付特務曹長（週番士官の勤務に服する特務曹長を除く）のうち1名、
週番士官は大隊編制を有する部隊は大隊ごとに、その他の部隊は独立部隊ごとに、中隊付将校および聯（大）隊付中少尉を通じて1名、
週番下士は聯、大隊本部では本部ごとに、本部付下士を通じて1名、中隊では軍曹、伍長を通じて1名、それぞれ服する。

## 防衛大学校
防衛大学校の週番勤務は、学生隊週番、大隊週番、中隊週番、小隊週番に分かれる。各週番は4学年が当てられ、大隊週番、中隊週番の下には3学年の週番付が置かれ、小隊週番の下には2学年が置かれる。
週番は日朝・日夕点呼時の人員・健康状態の掌握を実施し、課業外の風紀の維持に任じる。大隊週番は、大隊単位で行われる課業行進の統制、土日・祝日の外出のための容儀点検を行うとともに、外出者・帰校者を掌握する。